# Los pasos de López
Los pasos de López es la última novela del escritor mexicano Jorge Ibargüengoitia (1928-1983), publicada originalmente en España bajo el nombre de Los conspiradores, en 1981; y en México, ya con este título, en 1982.
Narra, empleando los recursos de la parodia y la sátira histórica, la primera fase de la Independencia de México, sus participantes y sus gestas, desde el punto de vista de uno de sus participantes directos pero "desconocidos".
Sin saberlo (pocos meses después de publicado, moriría en un trágico avionazo), Ibargüengoitia cierra un ciclo de novelas históricas de profunda documentación -particularmente militar- y planteamiento narrativo original, en clave de humor. Tras Los relámpagos de agosto como (Novela de la Revolución) y Maten al león (como Novela del Dictador), se completa con Los pasos de López su visión mexicana del subgénero de la Novela de Independencia Hispanoamericana, cuyo otro ejemplo es El general en su laberinto, de Gabriel García Márquez.

## Antecedentes
Ibargüengoitia, nacido en Guanajuato y siendo niño explorador, se interesó por la historia de su ciudad a la manera de un conquistador. En parte por ello y en parte para documentarse a fondo a fin de elaborar su sexta obra de teatro La conspiración vendida, publicada en 1975, el mismo año de Estas ruinas que ves.
Dicha pieza describe uno de los episodios menos relatados de la historiografía mexicana: La conspiración de Querétaro, que finalmente sería la conjura más exitosa -en términos de la motivación emancipadora- de la primera década del siglo XIX. Con una caracterización realista, basado en sus investigaciones, Ibargüengoitia devela el relato de la conspiración que, en manos de gente noble y temerosa, por traiciones y por azar, derivó en el Grito de Dolores pese a las muchas veces que pudo fracasar.
Este drama sirve de base a la novela prácticamente en todo, excepto por variantes muy elementales: Por ejemplo, aunque se sabe que se trata de los mismos personajes históricos y la misma trama, Ibargüengoitia utiliza nombres falsos, humorísticos. Además, añade elementos literarios que enriquecen la puesta en escena que sirve de fuente a Los pasos de López.

## Estructura de la obra
La novela, de poco más de 170 páginas, está dividida en 24 capítulos de variable longitud pero de relativa brevedad, en un tono anecdótico y con ritmo episódico: Prácticamente, los sucesos son contados como si se trataran de incidentes de la vida cotidiana, sin el acento épico de la novela histórica convencional. Está narrada por el personaje semificticio de Matías Chandón, aunque desde múltiples perspectivas -para dar una reseña completa de eventos que no atestiguó- y dando saltos en el tiempo.
Al igual que con los personajes, el autor ubicó los lugares y los eventos reales con otros nombres, dando importancia en caracterizar al protagonista y sus acciones de guerra, para el desarrollo de la historia. Aunque nunca se especifica de modo claro, el texto podría tratarse de las memorias de Chandón o de un testimonio que rinde hacia 1840.
La mayor parte de las novela se ocupa de los preparativos, las delaciones y el inicio de la gesta "por ser episodios demasiado conocidos"; el resto, de la campaña militar y de los destinos finales de los personajes, si bien nunca se aclara exactamente qué pasa con Matías durante los años posteriores.

## Argumento
Matías Chandón, oficial artillero de un regimiento de dragones, se dirige desde la ciudad de Perote para buscar una plaza de comandante de la batería y jefe de artificieros en el nuevo batallón provincial que se está formando en la ciudad de Cañada.
En todo momento, va conociendo a los involucrados de los acontecimientos en los que pronto él mismo se verá involucrado: A lo largo del viaje, a Juanito Concha y Pinole, párrocos de Cañada; el licenciado Manubrio, escribano español y sospechoso de pertenecer a la Audiencia de México, es decir, de perseguir a los sublevados a la Corona; y a Domingo Periñón, cura de Ajetreo. Se hospeda en la casa del corregidor de Cañada, Diego Aquino, junto a su esposa Carmen -con quien va entablando una relación platónica, plagada de coqueteos, que no prosperará-. Allí, conoce a los capitanes Ontananza y Aldaco, oficiales de lanceros de Muérdago, quienes lo interrogan. Al final, se sabe que serán jurado en la prueba que Chandón realizaría para obtener su plaza.
Cuando finalmente la obtiene -en perjuicio del candidato español Pablito Berreteaga, hijo del intendente de Plan de Abajo, del mismo nombre-, es invitado a departir en la "tertulia de la Casa del Reloj": Reuniones en que los conspiradores de Cañada y del estado vecino de Plan de Abajo fraguan la revolución que tienen pensada para octubre próximo -la historia arranca en junio-. Además, conoce al capitán Adarviles, de Cañada; a Emiliano Borunda, dueño de dicha casa; al doctor Benjamín Acevedo, al señor Mesa, estos tres últimos hombres prominentes de esa misma ciudad; a Manrique, el redactor de las actas; y a Cecilia Parada, la esposa de Chandón al momento de contar la historia (30 años más tarde).
Todos ellos conforman La Junta, los cuales, según el razonamiento de Diego, podrán proclamar "pacíficamente" la independencia de la Nueva España; contrarios a esta idea -es decir, a que será la opción armada la que garantizará el éxito- son Periñón, Ontananza, Aldaco y el propio Matías Chandón. De ese modo, Chandón se ocupa de entrenar a su cuerpo de batería, armando simulacros, buscándoles alojamiento separado del cuartel, ganándose su confianza.
Mientras tanto, Matías recibe la encomienda de emprender una leva en la región, a fin de ampliar el personal de nuevo batallón provincial. Durante su viaje de misión, Periñón, Ontananza y Aldaco consiguen que enrole hombres de confianza de los diversos poblados de Cañada y de Plan de Abajo y reciban adiestramiento militar necesario para la revolución. Además, logra conocer geográficamente la región y otros contactos útiles para la causa: Periñón, aprovechando su amistad con el intendente Berretaga, consigue que pasen unos días en casa de este, un libro sobre cañones y conocer la ciudad de Cuévano.
A medida que el plan se va consolidando, algunos miembros muestran signos de abandonar la Junta, convencidos de que implicará un grave derramamiento de sangre, o bien, que no tendrá éxito y sus participantes serán sentenciados a muerte. Sin embargo, la situación se complica cuando el padre Concha, de por sí delicado de salud, cae en cama; sintiéndose morir, se confiesa, delatando a la Junta. Aunque el padre Pinole es quién le otorga la extremaunción, este no es digno de confianza por su fama de chismoso, cosa que se comprueba cuando va a comunicárselo a Diego.
Por su parte, el capitán Adarviles, quién lo había visitado minutos antes de su muerte consciente del arrepentimiento del cura, cree que Concha ha desbaratado la conspiración y procede a delatarse ante el alcalde Ochoa -español- a cambio de inmunidad. Manubrio, quien jugaba ajedrez todos los días con Ochoa, resulta clave en atrapar a la Junta: Por una indiscreción previa de Matías Chandón, deduce quiénes podrían ser los sublevados. Dado que Adarviles deseaba, a su vez, no mostrarse como el traidor ante sus compañeros, Manubrio también prepara la trampa para esclarecer el caso.
A lo largo de lo que serán los mejores capítulos de la novela (y probablemente de toda la narrativa de Ibargüengoitia), Manubrio va manipulando los hechos que finalmente desembocarán en la captura de los Aquino, Borunda y Mesa, salvándose Adarviles y apenas logrando escapar Matías Chandón a instancias de Carmen. La escena de la despedida -después de varios escarceos románticos entre ambos- resulta una de las más memorables de la historia.
La misión de Matías, tras el frustrado levantamiento en Cañada, es iniciar el movimiento desde Plan de Abajo. Periñón realiza el "Grito de Ajetreo", Ontanaza y Aldaco hacen lo propio en Muérdago, así como la gente que Chandón había reclutado durante la leva. Tomadas estas plazas, deciden no dividir al ejército y dirigirse a tomar Cuévano, juzgada por Chandón como "indefendible", es decir, fácil de tomar. No obstante, tras mucha resistencia, se apoderan de la ciudad y de La Requinta, la fortaleza donde se habían refugiado varios españoles ricos. Este éxito aumentó el prestigio del "Ejército Libertador", obteniendo miles de reclutas de la zona, a su vez que ser tomados en serio por el gobierno virreinal.
Dejando a Aldaco a cargo de Cuévano, las siguientes acciones de guerra son la toma de Cañada, con la consiguiente liberación de los compañeros de la Junta, así como una primera organización política de la misma; y la marcha y toma de la Ciudad de México, considerados difíciles pero que podrían finiquitar la campaña emancipadora más rápido.